# Урош Кабић
Урош Кабић (Нови Сад, 1. јануара 2004) српски је фудбалер који тренутно наступа за Чукарички, на позајмици из Црвене звезде.

## Каријера
Кабић је тренирао у школи фудбала Бистрица, док је од своје 10. године постао члан млађих категорија Војводине. У фебруару 2019. године је потписао свој први уговор са клубом. У протоколу сениорске екипе по први пут се нашао у 13. колу Суперлиге Србије за такмичарску 2020/21, против ОФК Бачке из Бачке Паланке. Тренер Ненад Лалатовић га је тада у игру увео у 71. минуту уместо Аранђела Стојковића, при резултату 3 : 0, чиме је Кабић забележио свој дебитантски наступ у професионалном фудбалу 30. октобра 2020. године. Након тога је наставио да наступа за омладински састав. Неколико дана након дебитантског наступа, продужио је уговор са клубом. У завршници првог дела сезоне, Кабић је на последња три сусрета у Суперлиги Србије, против Мачве из Шапца, суботичког Спартака и градског ривала Пролетера, био међу резервним фудбалерима на клупи Војводине. Заједно са неколицином саиграча из омладинске екипе, Кабић се појавио на првом окупљању првотимаца у 2021. У другом делу сезоне је такође седео на клупи на неколико утакмица, а у игру је улазио на сусретима са Новим Пазаром и Радом почетком априла. На првој припремној утакмици током лета 2021. Кабић је био стрелац јединог поготка за минималну победу над Шлонском из Вроцлава. Свој први погодак постигао је у реваншу другог кола квалификација за Лигу конференције, против литванског представника Паневежиса. Кабић је такође био стралац јединог поготка у поразу од Ласка резултатом 6 : 1, те је Војводина након трећег кола квалификација за то такмичење елиминисана.

## Репрезентација
Пре такмичарских узраста репрезентације, Кабић је био део тренажних селекција Фудбалског савеза Србије. У априлу 2019. нашао се на списку координатора млађих селекција Фудбалског савеза Србије и тренера репрезентације Србије у узрасту до 15 година, Александра Стевановића. Са том селекцијом је учествовао на турниру „Влатко Марковић“, одржаном у Медулину. Крајем септембра 2019. Кабић се нашао на првом списку селектора млађе кадетске репрезентације Србије, Саше Илића. У новембру исте године наступио је у двомечу са одговарајућом екипом Словачке. Илић је Кабића уврстио и на први списак кадетске репрезентације наредне године, за коју је наступио на првој од две пријатељске утакмице са Бугарском. На списку се нашао и у марту 2021, за проверу против Мађарске у Сегедину истог месеца. Био је стрелац једног од три поготка Србије у поразу резултатом 4 : 3. Илић је Кабића позвао и за пријатељске сусрете у Зеници, где је дебитовао на првом од два сусрета са млађом омладинском репрезентацијом Босне и Херцеговине. У септембру исте године, Кабић је дебитовао и за омладинску репрезентацију Србије, на Меморијалном турниру „Стеван Вилотић Ћеле”. На пријатељској утакмици млађе омладинске репрезентације, одиграној 7. октобра 2021, Кабић је био стрелац у ремију са Италијом резултатом 1 : 1. Екипу је тада предводио као капитен. На другом сусрету са истим противником остао је на клупи. На почетку квалификације за Европско првенство до 19 година, у новембру исте године, наступио је у победи над Северном Македонијом у Елбасану. Први погодак за омладинску селекцију Србије, Кабић је постигао на пријатељском сусрету са Хрватском, а на истој утакмици асистирао је и Владимиру Милетићу код другог поготка.

## Статистика

### Клупска
Ажурирано 3. јуна 2022.
| Клуб      | Сезона   | Лига             | Лига    | Лига   | Национални куп | Национални куп | Европа  | Европа | Остало  | Остало | Укупно  | Укупно |
| Клуб      | Сезона   | Дивизија         | Наступа | Голова | Наступа        | Голова         | Наступа | Голова | Наступа | Голова | Наступа | Голова |
| --------- | -------- | ---------------- | ------- | ------ | -------------- | -------------- | ------- | ------ | ------- | ------ | ------- | ------ |
| Војводина | 2020/21. | Суперлига Србије | 6       | 0      | 0              | 0              | —       | —      | —       | —      | 6       | 0      |
| Војводина | 2021/22. | Суперлига Србије | 19      | 0      | 3              | 0              | 4       | 2      | —       | —      | 26      | 2      |
| Војводина | Укупно   | Укупно           | 25      | 0      | 3              | 0              | 4       | 2      | —       | —      | 32      | 2      |

### Утакмице у дресу репрезентације
| Репрезентација Србије у узрасту до 15 година старости | Репрезентација Србије у узрасту до 15 година старости                    | Репрезентација Србије у узрасту до 15 година старости                    | Репрезентација Србије у узрасту до 15 година старости                    | Репрезентација Србије у узрасту до 15 година старости                    | Репрезентација Србије у узрасту до 15 година старости                    | Репрезентација Србије у узрасту до 15 година старости                    | Репрезентација Србије у узрасту до 15 година старости | Репрезентација Србије у узрасту до 15 година старости | Репрезентација Србије у узрасту до 15 година старости |
| #                                                     | Датум                                                                    | Такмичење                                                                | Локација                                                                 | Домаћин                                                                  | Резултат                                                                 | Гост                                                                     | Мин.                                                  | Гол                                                   | Реф.                                                  |
| ----------------------------------------------------- | ------------------------------------------------------------------------ | ------------------------------------------------------------------------ | ------------------------------------------------------------------------ | ------------------------------------------------------------------------ | ------------------------------------------------------------------------ | ------------------------------------------------------------------------ | ----------------------------------------------------- | ----------------------------------------------------- | ----------------------------------------------------- |
| 1.                                                    | 10. април 2019.                                                          | Турнир „Влатко Марковић”                                                 | Медулин, Хрватска                                                        | Србија                                                                   | 2 : 3                                                                    | Јужна Кореја                                                             |                                                       | [ 42 ]                                                |                                                       |
| 2.                                                    | 11. април 2019.                                                          | Турнир „Влатко Марковић”                                                 | Медулин, Хрватска                                                        | Грчка                                                                    | 2 : 0                                                                    | Србија                                                                   |                                                       | [ 43 ]                                                |                                                       |
| 3.                                                    | 12. април 2019.                                                          | Турнир „Влатко Марковић”                                                 | Медулин, Хрватска                                                        | Србија                                                                   | 1 : 2                                                                    | Мексико                                                                  |                                                       | [ 44 ]                                                |                                                       |
| 4.                                                    | 14. април 2019.                                                          | Турнир „Влатко Марковић”                                                 | Медулин, Хрватска                                                        | Србија                                                                   | 4 : 1                                                                    | Кина                                                                     |                                                       | [ 45 ]                                                |                                                       |
| 4                                                     | Укупан број утакмица, постигнутих погодака и минута проведених на терену | Укупан број утакмица, постигнутих погодака и минута проведених на терену | Укупан број утакмица, постигнутих погодака и минута проведених на терену | Укупан број утакмица, постигнутих погодака и минута проведених на терену | Укупан број утакмица, постигнутих погодака и минута проведених на терену | Укупан број утакмица, постигнутих погодака и минута проведених на терену | 0                                                     |                                                       |                                                       |

| Репрезентација Србије у узрасту до 16 година старости | Репрезентација Србије у узрасту до 16 година старости | Репрезентација Србије у узрасту до 16 година старости | Репрезентација Србије у узрасту до 16 година старости | Репрезентација Србије у узрасту до 16 година старости | Репрезентација Србије у узрасту до 16 година старости | Репрезентација Србије у узрасту до 16 година старости | Репрезентација Србије у узрасту до 16 година старости | Репрезентација Србије у узрасту до 16 година старости | Репрезентација Србије у узрасту до 16 година старости |
| #                                                     | Датум                                                 | Такмичење                                             | Локација                                              | Домаћин                                               | Резултат                                              | Гост                                                  | Гол                                                   | Реф.                                                  |                                                       |
| ----------------------------------------------------- | ----------------------------------------------------- | ----------------------------------------------------- | ----------------------------------------------------- | ----------------------------------------------------- | ----------------------------------------------------- | ----------------------------------------------------- | ----------------------------------------------------- | ----------------------------------------------------- | ----------------------------------------------------- |
| 1.                                                    | 5. новембар 2019.                                     | Пријатељска утакмица                                  | Академија Дунајска Стреда                             | Словачка                                              | 2 : 1                                                 | Србија                                                |                                                       | [ 24 ]                                                |                                                       |
| 2.                                                    | 7. новембар 2019.                                     | Пријатељска утакмица                                  | Академија Дунајска Стреда                             | Словачка                                              | 0 : 0                                                 | Србија                                                |                                                       | [ 24 ]                                                |                                                       |
| 2                                                     | Укупан број утакмица и постигнутих погодака           | Укупан број утакмица и постигнутих погодака           | Укупан број утакмица и постигнутих погодака           | Укупан број утакмица и постигнутих погодака           | Укупан број утакмица и постигнутих погодака           | Укупан број утакмица и постигнутих погодака           | 0                                                     | [ 4 ]                                                 |                                                       |

| Репрезентација Србије у узрасту до 17 година старости | Репрезентација Србије у узрасту до 17 година старости | Репрезентација Србије у узрасту до 17 година старости | Репрезентација Србије у узрасту до 17 година старости | Репрезентација Србије у узрасту до 17 година старости | Репрезентација Србије у узрасту до 17 година старости | Репрезентација Србије у узрасту до 17 година старости | Репрезентација Србије у узрасту до 17 година старости | Репрезентација Србије у узрасту до 17 година старости | Репрезентација Србије у узрасту до 17 година старости |
| #                                                     | Датум                                                 | Такмичење                                             | Локација                                              | Домаћин                                               | Резултат                                              | Гост                                                  | Гол                                                   | Реф.                                                  |                                                       |
| ----------------------------------------------------- | ----------------------------------------------------- | ----------------------------------------------------- | ----------------------------------------------------- | ----------------------------------------------------- | ----------------------------------------------------- | ----------------------------------------------------- | ----------------------------------------------------- | ----------------------------------------------------- | ----------------------------------------------------- |
| 1.                                                    | 15. септембар 2020.                                   | Пријатељска утакмица                                  | Спортски центар ФС Бугарске, Софија                   | Бугарска                                              | 0 : 2                                                 | Србија                                                |                                                       | [ 27 ]                                                |                                                       |
| 2.                                                    | 10. март 2021.                                        | Пријатељска утакмица                                  | Сегедин, Мађарска                                     | Мађарска                                              | 4 : 3                                                 | Србија                                                | Гол                                                   | [ 29 ]                                                |                                                       |
| 2                                                     | Укупан број утакмица и постигнутих погодака           | Укупан број утакмица и постигнутих погодака           | Укупан број утакмица и постигнутих погодака           | Укупан број утакмица и постигнутих погодака           | Укупан број утакмица и постигнутих погодака           | Укупан број утакмица и постигнутих погодака           | 1                                                     | [ 4 ]                                                 |                                                       |

| Репрезентација Србије у узрасту до 18 година старости | Репрезентација Србије у узрасту до 18 година старости | Репрезентација Србије у узрасту до 18 година старости | Репрезентација Србије у узрасту до 18 година старости | Репрезентација Србије у узрасту до 18 година старости | Репрезентација Србије у узрасту до 18 година старости | Репрезентација Србије у узрасту до 18 година старости | Репрезентација Србије у узрасту до 18 година старости | Репрезентација Србије у узрасту до 18 година старости | Репрезентација Србије у узрасту до 18 година старости |
| #                                                     | Датум                                                 | Такмичење                                             | Локација                                              | Домаћин                                               | Резултат                                              | Гост                                                  | Гол                                                   | Реф.                                                  |                                                       |
| ----------------------------------------------------- | ----------------------------------------------------- | ----------------------------------------------------- | ----------------------------------------------------- | ----------------------------------------------------- | ----------------------------------------------------- | ----------------------------------------------------- | ----------------------------------------------------- | ----------------------------------------------------- | ----------------------------------------------------- |
| 1.                                                    | 20. април 2021.                                       | Пријатељска утакмица                                  | Тренинг центар Зеница                                 | Босна и Херцеговина                                   | 0 : 1                                                 | Србија                                                |                                                       | [ 31 ]                                                |                                                       |
| 2.                                                    | 7. октобар 2021.                                      | Пријатељска утакмица                                  | Стадион Карађорђе, Нови Сад                           | Србија                                                | 1 : 1                                                 | Италија                                               | Гол                                                   | [ 35 ]                                                |                                                       |
| 2                                                     | Укупан број утакмица и минута проведених на терену    | Укупан број утакмица и минута проведених на терену    | Укупан број утакмица и минута проведених на терену    | Укупан број утакмица и минута проведених на терену    | Укупан број утакмица и минута проведених на терену    | Укупан број утакмица и минута проведених на терену    | 1                                                     | [ 4 ]                                                 |                                                       |

| Репрезентација Србије у узрасту до 19 година старости | Репрезентација Србије у узрасту до 19 година старости                    | Репрезентација Србије у узрасту до 19 година старости                    | Репрезентација Србије у узрасту до 19 година старости                    | Репрезентација Србије у узрасту до 19 година старости                    | Репрезентација Србије у узрасту до 19 година старости                    | Репрезентација Србије у узрасту до 19 година старости                    | Репрезентација Србије у узрасту до 19 година старости | Репрезентација Србије у узрасту до 19 година старости | Репрезентација Србије у узрасту до 19 година старости |
| #                                                     | Датум                                                                    | Такмичење                                                                | Локација                                                                 | Домаћин                                                                  | Резултат                                                                 | Гост                                                                     | Мин.                                                  | Гол                                                   | Реф.                                                  |
| ----------------------------------------------------- | ------------------------------------------------------------------------ | ------------------------------------------------------------------------ | ------------------------------------------------------------------------ | ------------------------------------------------------------------------ | ------------------------------------------------------------------------ | ------------------------------------------------------------------------ | ----------------------------------------------------- | ----------------------------------------------------- | ----------------------------------------------------- |
| 1.                                                    | 5. септембар 2021.                                                       | Меморијални турнир „Стеван Вилотић Ћеле”                                 | Стадион Милан Средановић, Кула                                           | Србија                                                                   | 5 : 0                                                                    | Црна Гора                                                                |                                                       | [ 33 ]                                                |                                                       |
| 2.                                                    | 7. септембар 2021.                                                       | Меморијални турнир „Стеван Вилотић Ћеле”                                 | Градски стадион, Суботица                                                | Србија                                                                   | 1 : 0                                                                    | Мађарска                                                                 |                                                       | [ 34 ]                                                |                                                       |
| 3.                                                    | 10. новембар 2021.                                                       | Квалификације за Европско првенство                                      | Елбасан Арена, Елбасан                                                   | Северна Македонија                                                       | 1 : 2                                                                    | Србија                                                                   |                                                       | [ 37 ]                                                |                                                       |
| 4.                                                    | 9. март 2022.                                                            | Пријатељска утакмица                                                     | Кућа фудбала, Стара Пазова                                               | Србија                                                                   | 3 : 0                                                                    | Хрватска                                                                 | Гол                                                   | [ 46 ]                                                |                                                       |
| 4                                                     | Укупан број утакмица, постигнутих погодака и минута проведених на терену | Укупан број утакмица, постигнутих погодака и минута проведених на терену | Укупан број утакмица, постигнутих погодака и минута проведених на терену | Укупан број утакмица, постигнутих погодака и минута проведених на терену | Укупан број утакмица, постигнутих погодака и минута проведених на терену | Укупан број утакмица, постигнутих погодака и минута проведених на терену | 1                                                     |                                                       |                                                       |